# Universidade de São Galo
Universidade de São Galo (em alemão:  Universität St. Gallen) é uma universidade de pesquisa localizado em  localizada em São Galo, na Suíça. Fundada em 1898, é especializada nas áreas de administração de empresas, economia, direito e relações internacionais. A instituição também é conhecida como HSG, uma abreviatura de seu antigo nome alemão Handels-Hochschule St. Gallen.
Em 2013, a universidade tinha 7.666 alunos, dos quais 2.986 eram estudantes de mestrado e 725 eram estudantes de PhD.